# NGC 4732
NGC 4732 is een elliptisch sterrenstelsel in het sterrenbeeld Grote Beer. Het hemelobject werd op 26 april 1789 ontdekt door de Duits-Britse astronoom William Herschel.

## Synoniemen
- UGC 7988
- MCG 9-21-53
- ZWG 270.26
- PGC 43430